# Districtul Zalaszentgrót
Zalaszentgrót (în maghiară Zalaszentgróti járás) este un district în județul Zala, Ungaria.
Districtul are o suprafață de 282,56 km2 și o populație de 15.518 locuitori (2013).